# ヨーロッパブナ (植物)
ヨーロッパブナ（英: European beech、学名: Fagus sylvatica）は、ブナ科ブナ属の落葉性広葉樹の一種である。学名の属名 Fagus は「食べる」という意味のギリシャ語に由来し、種小名の sylvatica は「森の」を意味する。

## 分布と自生地

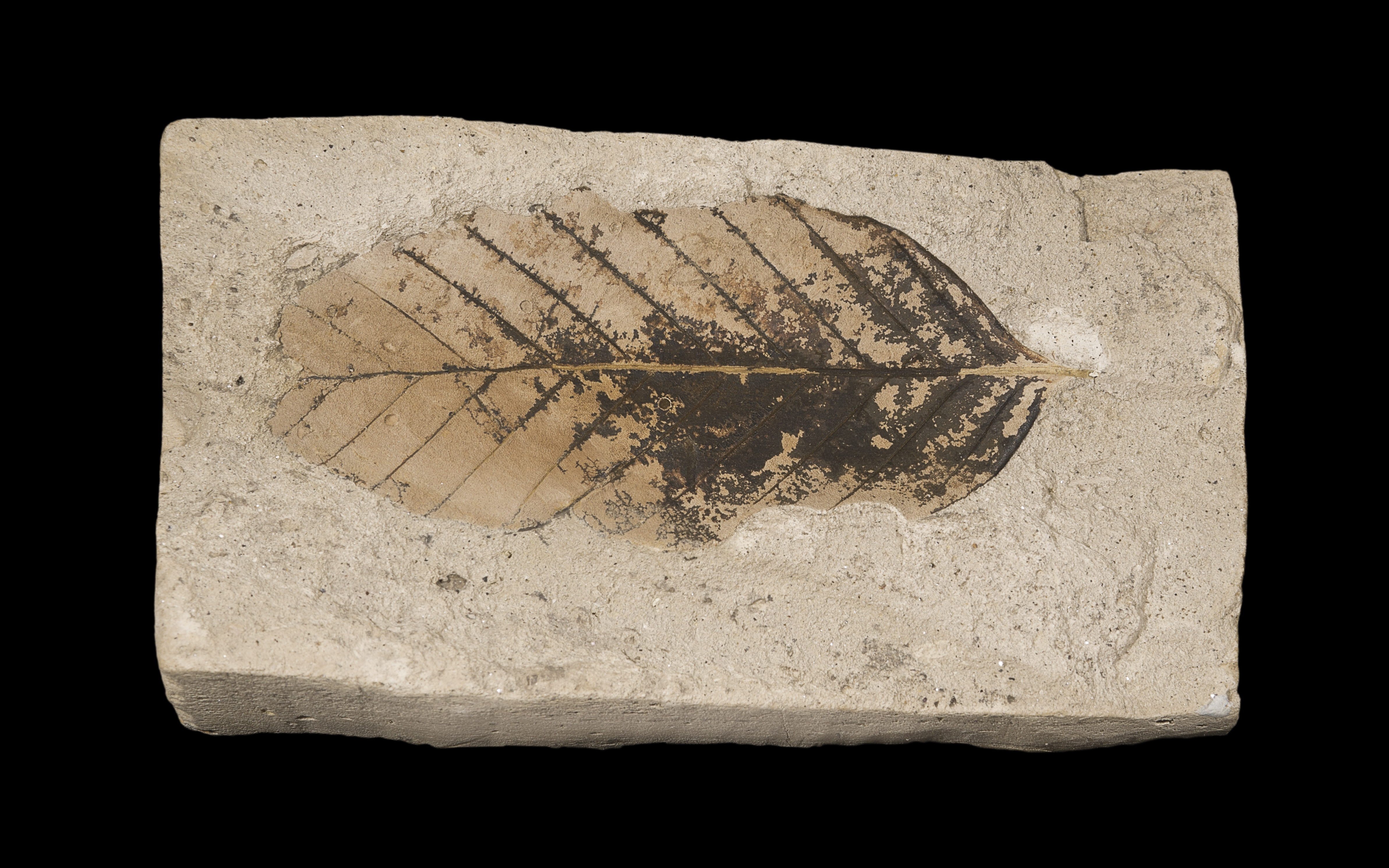
Fagus sylvatica pliocenica – トゥールーズ博物館蔵

ヨーロッパブナは中央ヨーロッパから西ヨーロッパにかけて多く見られる。自生地は、北はスウェーデン南部から、南はシチリア島北部 、西はポルトガル北部、スペイン中央部、フランス、さらにイングランド、スコットランド、アイルランド、バルカン半島、東はトルコまで分布する。トルコからさらに東側は、コーカサスブナに遷移する。バルカン半島では、コーカサスブナとの交雑種が見られ、Fagus×tauricaと呼ばれている。自生地の南部に位置する地中海沿岸では、標高600 - 1,800 mの山間部の森林のみ見られる。
ヨーロッパブナは、年間を通じて降水量が多く、頻繁に霧が発生する湿気のある気候を好み、肥沃で石灰質または弱酸性の水はけのよい土壌を好む。

## 形態
ヨーロッパブナは、最大50メートル (m) 、幹の直径は3 mにもなるが、造林では通常、高さ15 - 20 m、幹の直径1.5 mで、10年生樹では約4 mの高さになる。寿命は、一般に150年 - 200年であるが、最長で500年ほど生育する樹もある。30年で成木となる。土地環境や森林処理法で樹木の姿は異なり、森林地域では樹高が30 m以上に達し、枝は幹に沿って成長するが、開かれた場所では、樹高は低く（通常は 15 - 24 m）、幹は太くなる。樹皮は木が太くなった分だけ伸張し、外側の層の細かい破片をたえず剥落させているため、古木でも表面が滑らかである。
葉は単純互生の葉序である。葉の長さは、5 - 10センチメートル (cm) 、幅は6 - 7 cm で、葉の縁は特徴的な波打ちがあってギザギザ状、 葉脈は、6 - 7本（オリエントブナは7 - 10本）ある。若葉は柔らかい毛で覆われている。冬芽の葉芽は、15 - 30ミリメートル (mm) 、厚さ 2 - 3 mmであるが、花芽は厚さ4 - 5 mmになる。葉は、秋に落葉せず、春まで木に残る事がある。この現象は、marcescence と呼ばれ、特に幼木時や、生垣として刈り上げられたときに発生する。この現象は、成木でも低い位置にある枝にて発生する。
10年生樹あたりから少量の果実を付けはじめ、30年以上になると大量に実を付ける。ヨーロッパブナの雄花は、ブナ目(ブナ、クリ、オーク、クルミ、ヒッコリー、シラカンバ、シデ）の特徴である小さい花序をつける。雌花は、受粉後、殻斗果（堅果の一形態）を形成し、5 - 6か月後に熟成する。各殻斗には、長さ15 - 20 mm、幅7 - 10 mmの小さな三角形状の種子が2個ある。ヨーロッパブナは、気温が高く、好天に恵まれ、そして乾燥した夏の翌年には、着花数と着果量が多くなり、豊作となる。

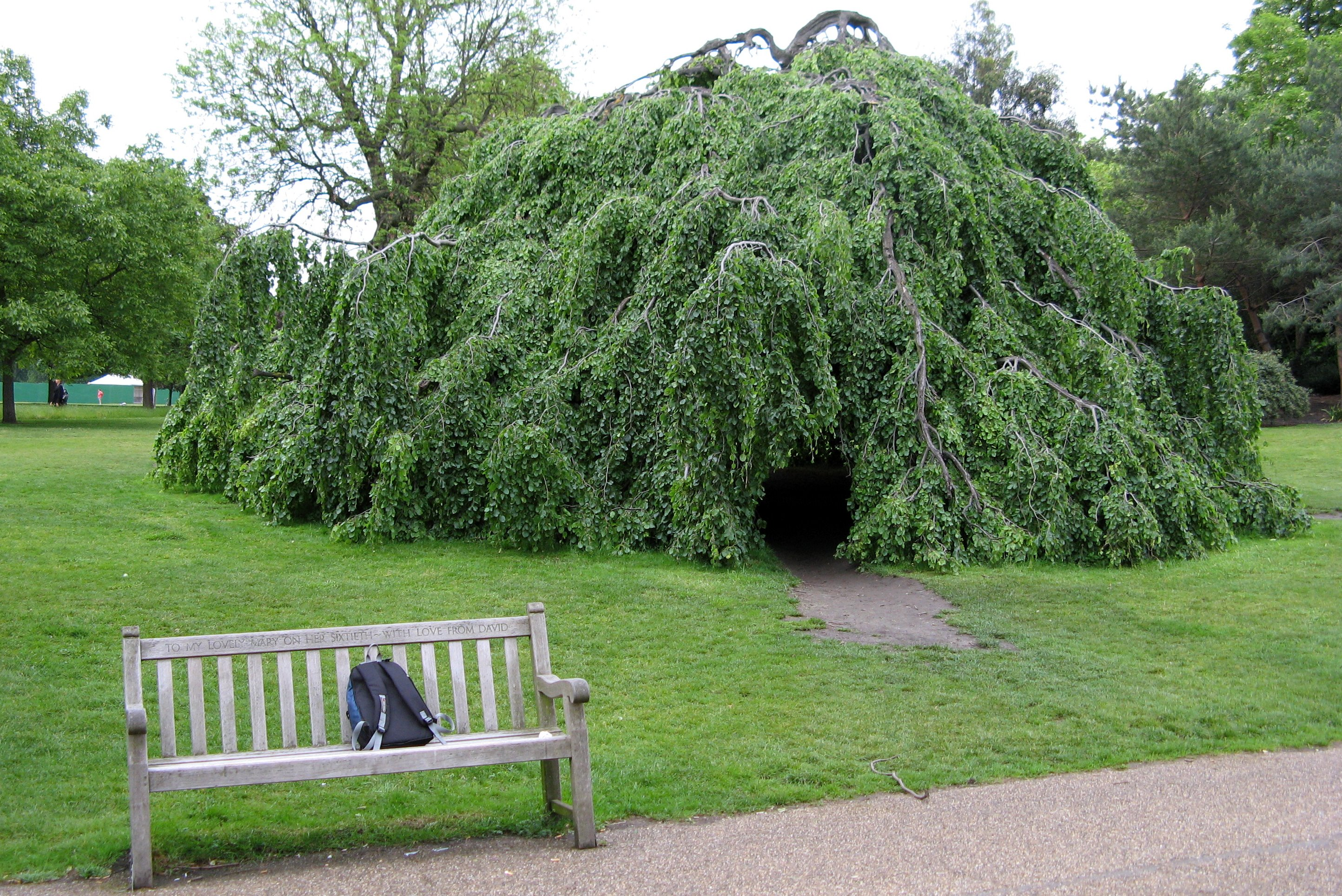
ロンドンのハイドパークにあるブナ樹
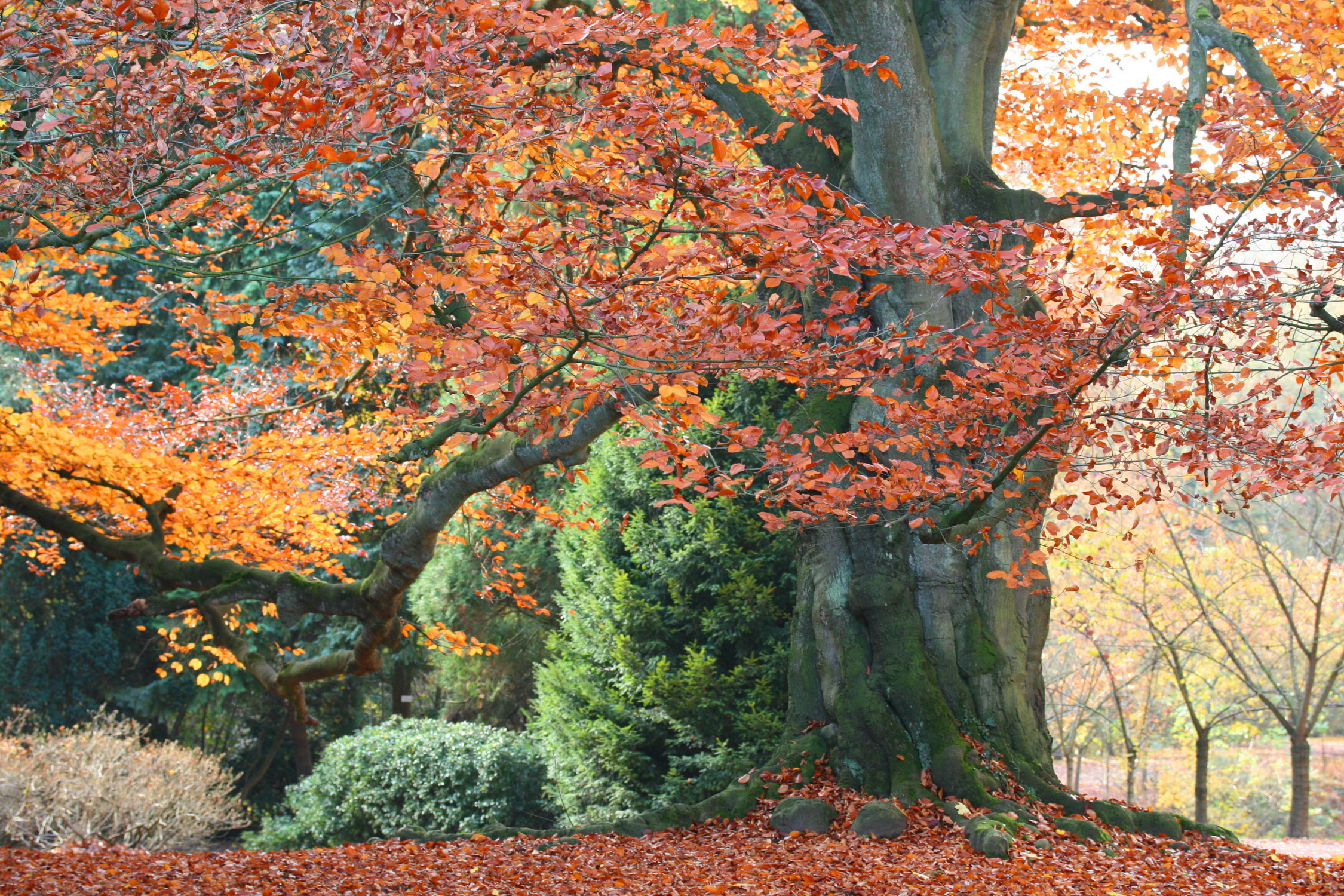
紅葉
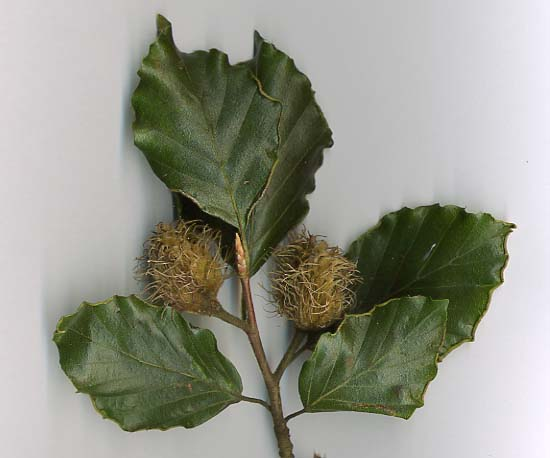
枝と殻果
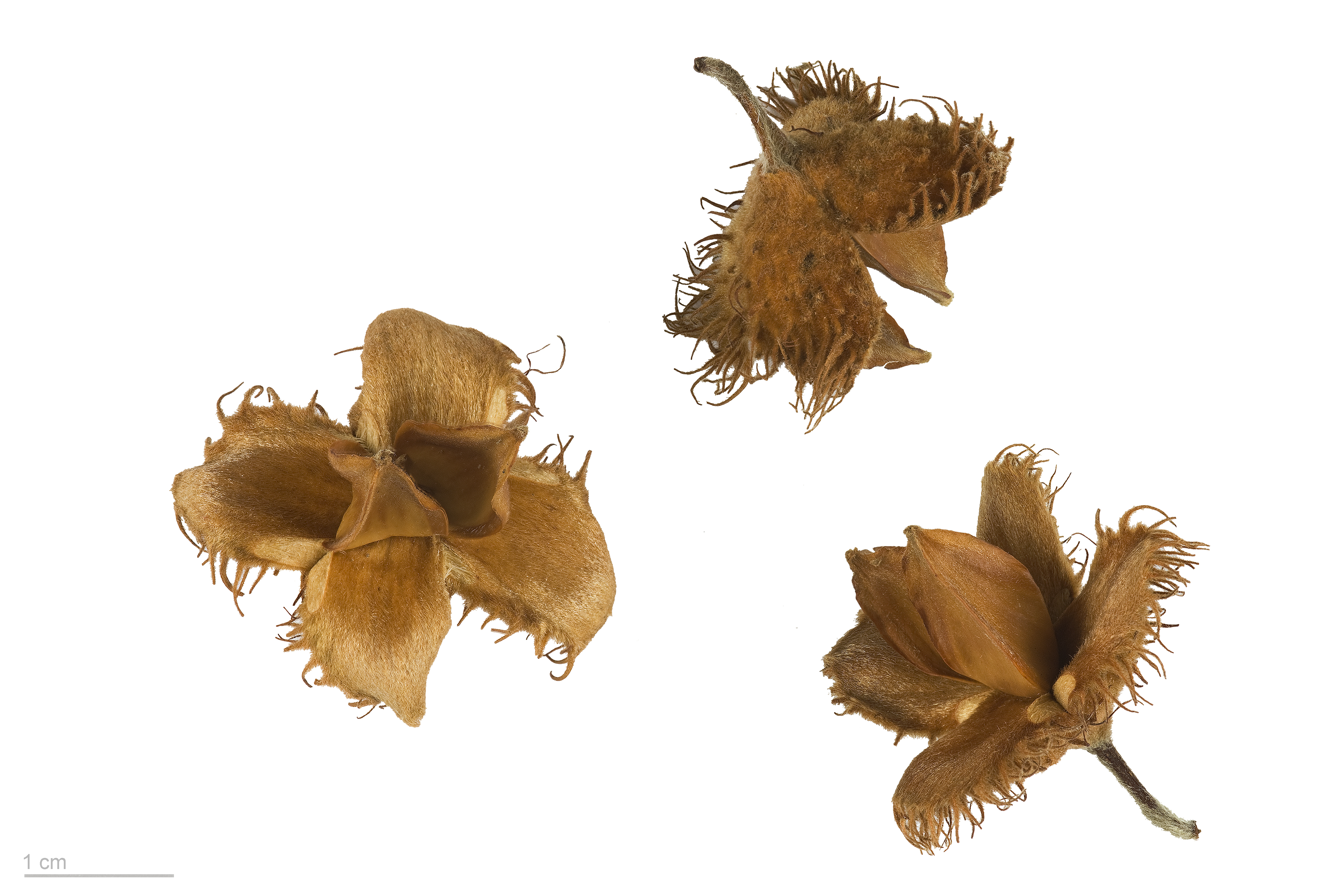
ヨーロッパブナ - トゥールーズ博物館蔵

## 生態

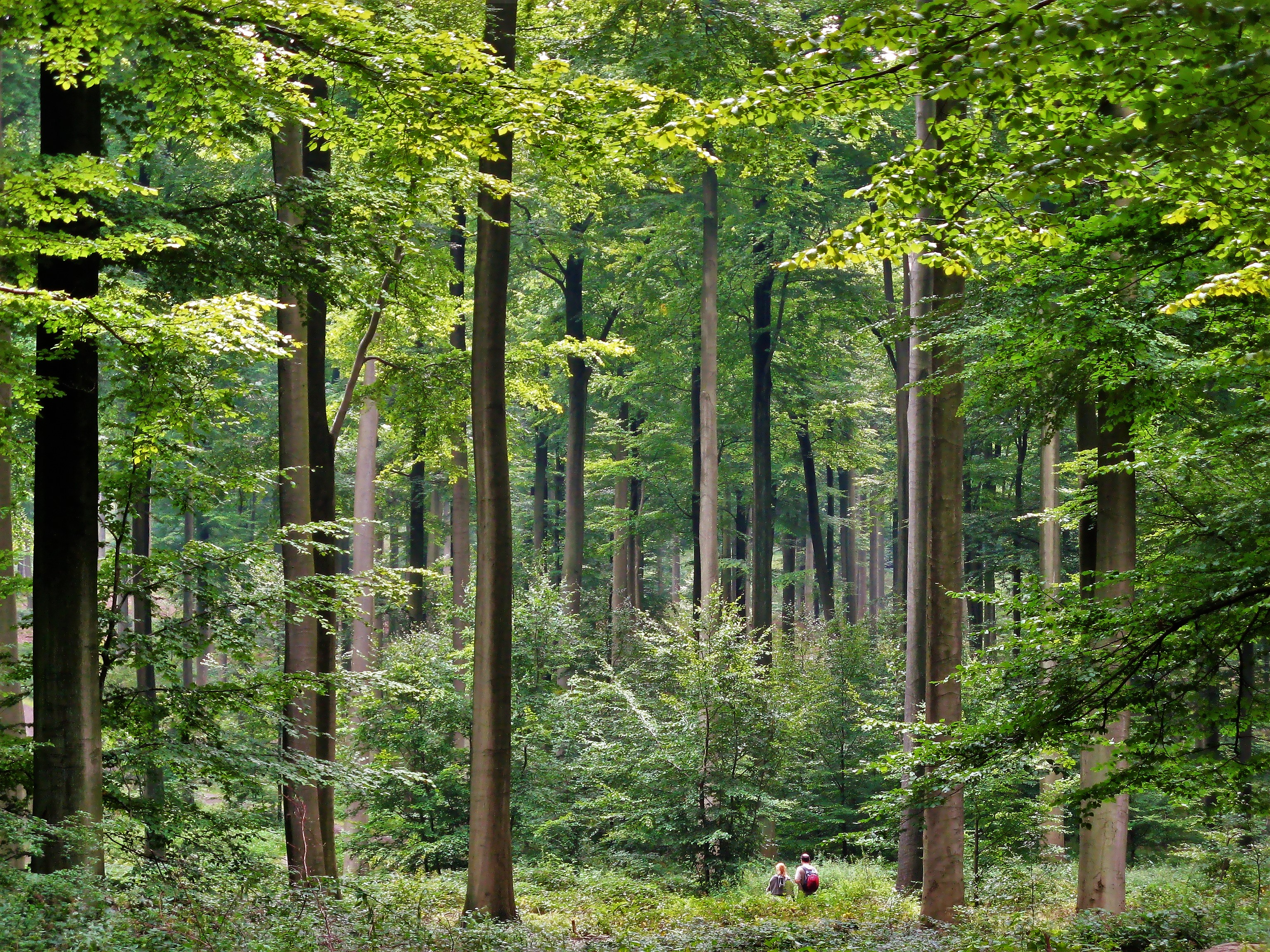
古くて密なブナ樹の下にブナの若木が生育し、世代交代が進んでいる。（ブリュッセルのソニアン森にて）

ヨーロッパブナの森の木陰は薄暗く、地面にはわずかしか日光が届かないため、耐陰性の低い植物は生育することができず、わずかな植物しか生育できない。ブナの若木は、日陰を好み、日照が強い場所だと生育不良となる。よく日光の入る森林では、発芽しても乾燥のため枯死する。オークが生育している場所では、オークがつくるまばらな葉の影により、良好に生育し、オークを上回る高さにまで生育する。そして、ブナが作り出す密な群葉のため、オークは日照不足から枯死する。林業者は、ブナの若木を地上約10 cmの箇所で刈り取って、オークが生育できるようにしている。
ヨーロッパブナの根系は浅く、表面的なすべての方向に広がる。テングタケ属（Amanita）、ポルチーニ（Boletus）、アンズタケ（Cantharellus）、 ワカフサタケ属（Hebeloma）、 チチタケ属（Lactarius）を含む菌類はブナと外生菌根を形成し、これらの菌は土壌からの水と栄養素の吸収を高めるに重要な役割を果たしている。
イギリス南部の森林地帯のうち、サフォーク北部とカーディガンを横切る線より南側では、ブナがオークとエルムより優位である。このラインの北側では、オークが優位な森林樹である。最も美しいヨーロッパのブナ林の一つに、ブリュッセルの南東部にあるソワーニュの森がある。フランスでは、ヨーロッパブナは優位な樹木であり、フランスの森林の約10%を構成する。最大のブナの原生林 （5,012 ha) は、ルーマニアのセメニック国立公園であり、そこは、ヨーロッパの最も広い捕食者 （ヒグマ、オオカミ、オオヤマネコ）の生息地である。この地域の多くの木は樹齢350年以上である。ヨーロッパブナの果実は多くの動物を養い、食糧不足のときには人間もこれを食べていた。

## 品種

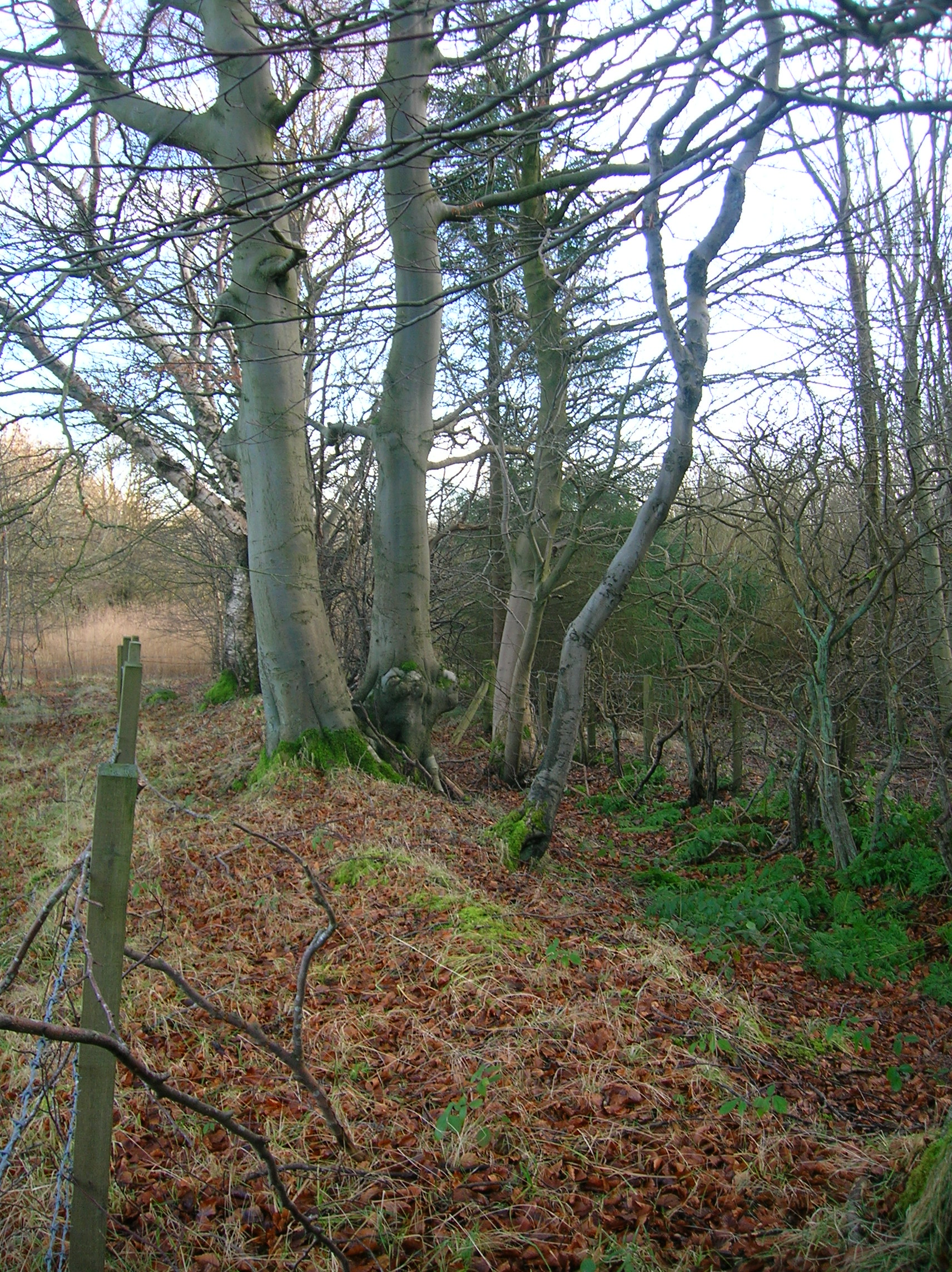
スコットランドのmarch dyke (boundary hedge) に植えられたブナ

ヨーロッパブナは、温帯地域の公園、大規模な庭園で非常に普及した鑑賞木で、ヨーロッパブナは、魅力的な生垣を維持するため頻繁に切り取られる。北アメリカでは、原生樹のアメリカブナ（F. grandifolia）より人気がある。19世紀初頭から数多くの品種が作られた。
- copper beech または purple beech (Fagus sylvatica Purpurea Group) - 紫色の葉を生じるが、真夏には深い緑色に変化する。
- fern-leaf beech (Fagus sylvatica Heterophylla Group) - スレッドのように深い切れ込みのある葉を形成する
- dwarf beech (Fagus sylvatica Tortuosa Group) - 幹と枝がねじれたようになる
- weeping beech (Fagus sylvatica Pendula Group) - 枝が垂れ下がる
- Dawyck beech (Fagus sylvatica 'Dawyck') - 枝が平行直立状に成長する
- golden beech (Fagus sylvatica 'Zlatia') - 春季に黄金色の葉が生じる

## 木材

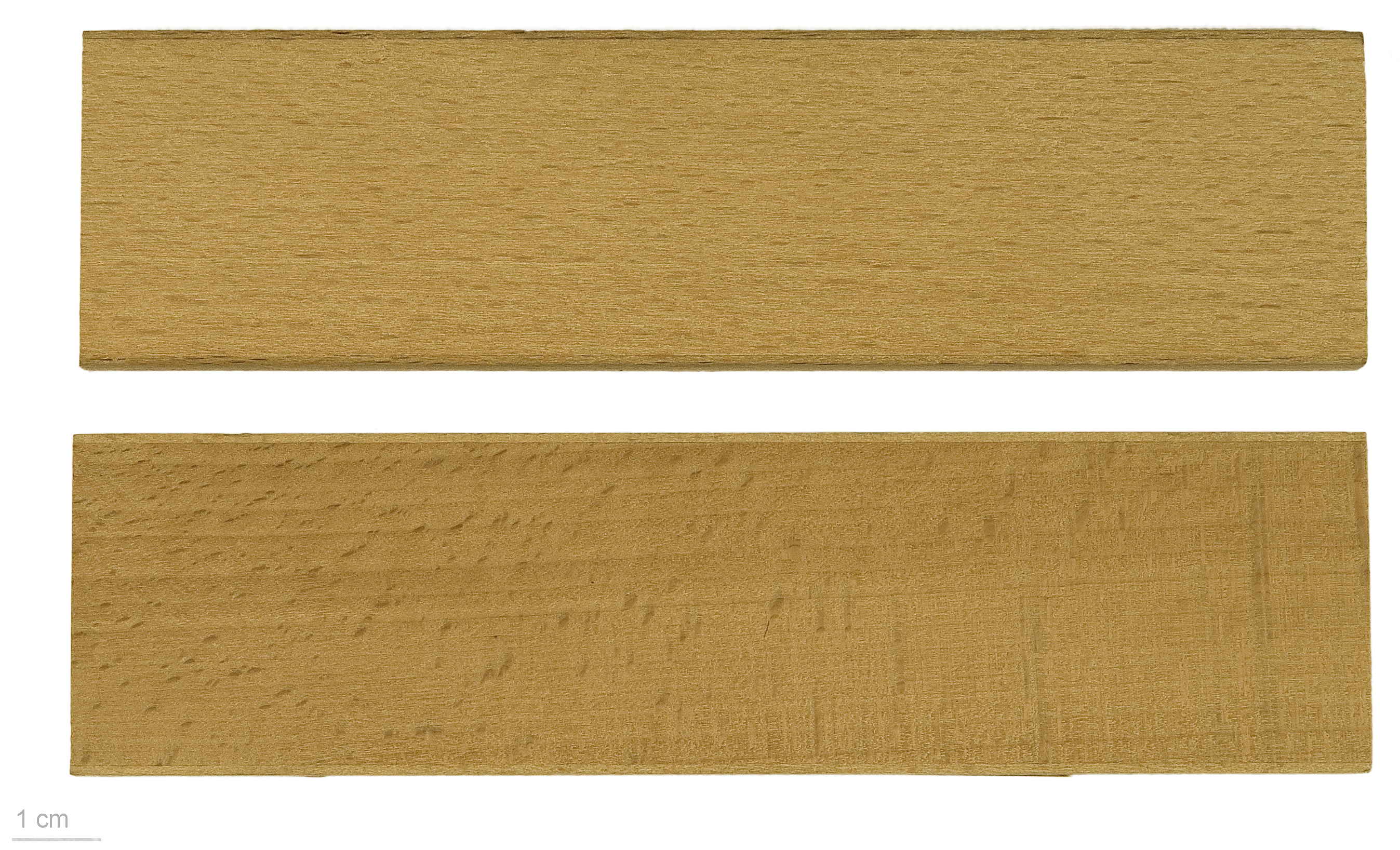
ヨーロッパブナの材 - トゥールーズ博物館蔵

ヨーロッパのブナの木材は、多数の物品や道具の製品に使用される。木材としては曲げ加工がしやすく、そのきめ細かい木目は、工作しやすく、染料、ニス、接着剤が吸収しやすい。蒸気処理を行う事で機械加工がしやすくなる。仕上げ具合には優れ、圧縮、引っぱりに耐える。木の密度は1立方メートル当たり720 kgである。木工品、特に家具によく向いている。椅子から寄木細工（フローニング）、階段まで、ほとんどの箇所で利用できる。その硬さは、木の木槌およびワークベンチの天板に最適である。しかし、タールによって保護していないと、簡単に腐朽する。ヨーロッパブナの紙パルプは、他の多くの広葉樹より多く使用される。セルロースの含量が多いため、綿に似た繊維であるモダールとして紡がれる。また、暖炉の薪として最良の木材の1つである。

## 他の用途
Primary Product AM 01というスモーク香りは、ヨーロッパブナから製造される 。
種子は、鳥、齧歯動物、そして以前は人間にとって重要な食糧であった。19世紀のイングランドでは、食用油やランプの燃料として種子から油脂を絞り出していた。種子にはタンニンが含まれており、人間が大量に摂取すると健康に影響を及ぼすので、食用の際は、種子を粉状に挽き、水に浸してタンニンを流出させていた。

## 病原体

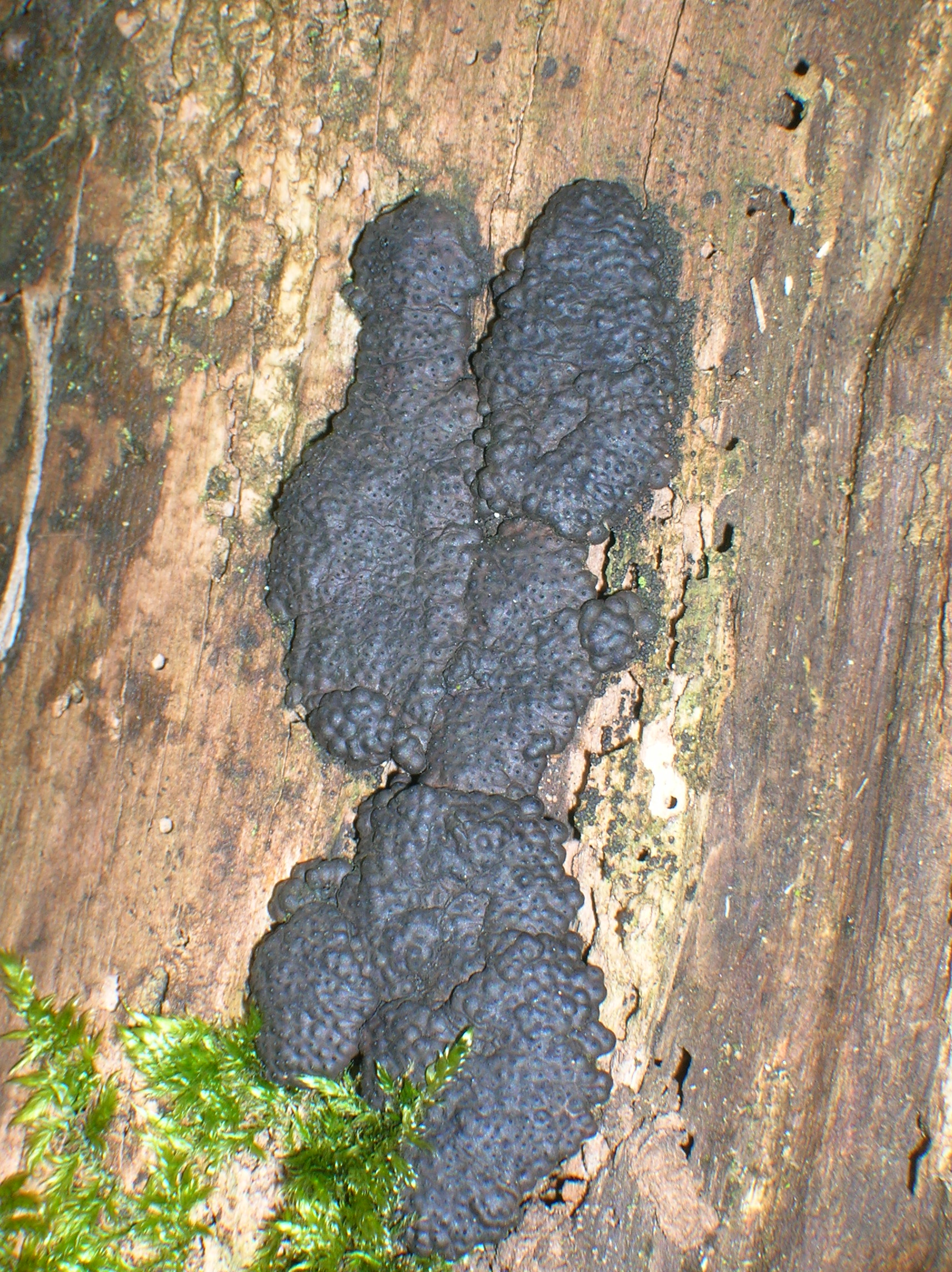
en:Biscogniauxia nummularia組織の詳細

Biscogniauxia nummularia（英名：beech tarcrust） は、潰瘍および木の朽腐を引き起こす主な病原体（子嚢菌類）である。

## 文化
ヨーロッパブナの滑らかな樹皮は、歴史的に書き物と深い関わりがあった。古代ローマの詩人ウェルギリウスの『牧歌』では、ブナの樹皮に詩を彫る場面がある。サクソン人やチュートン人は、ブナの樹皮の板にルーン文字を彫ったといわれる。初期の本は、羊皮紙に文章が書かれていたが、製本する際に綴る表紙にはブナの板がよく使われている。ドイツ語では、ブナを意味する言葉と文字を意味する言葉が結びつくようになり、ヨーロッパブナは Buche（ブーヒェ）、本は Buch（ブーフ）、さらにアルファベットは Buchstaben（ブーフシュターベン）で「ブナの木の板に刻んだ印」という意味がある。15世紀にヨハネス・グーテンベルクが活版印刷術を発明する以前の印刷術は、ヨーロッパブナの樹皮から文字が削り出されていた。

## 言い伝え
ドイツでは、ブナは雷を寄せ付けないという言い伝えがある。実際に落雷に遭ってもヨーロッパブナは傷つきにくく、滑らかな樹皮は雨に濡れやすいため、落雷の電流は木の表面を伝わって木の内部を損傷させないのだと説明されている。また、ヨーロッパブナは見晴らしのよい場所で単独で生えていることが少なく、雷に直撃されにくいといわれている。